# Горейда Віктор Іванович
Віктор Іванович Горейда (21 березня 1977, с. Щепанів, нині Україна — 9 липня 2022, м. Часів Яр, Донецька область, Україна) — український військовослужбовець, солдат Збройних сил України, учасник російсько-української війни. Кавалер ордена «За мужність» III ступеня (2023, посмертно), почесний громадянин міста Тернополя (2022, посмертно).

## Життєпис
Віктор Горейда народився 21 березня 1977 року в селі Щепанові на Тернопільщині.
Закінчив Тернопільський комерційний інститут. У 1997—2008 роках служив в органах внутрішній справ.
28 лютого 2022 був призваний в роту охорони. Загинув 9 липня 2022 року в м. Часів Яр на Донеччині.
Похований 14 липня 2022 року на кладовищі с. Великі Гаї Тернопільського району.
Залишилася дружина та два сини.

## Нагороди
- орден «За мужність» III ступеня (9 січня 2023, посмертно) — за особисту мужність і самовідданість, виявлені у захисті державного суверенітету та територіальної цілісності України, вірність військовій присязі[1];
- почесний громадянин міста Тернополя (22 серпня 2022, посмертно)[2][3].